# Фиалковский, Антоний Мельхиор
Антоний Мельхиор Фиалковский (пол. Antoni Melchior Fijałkowski; 3 января 1778 года, Зелёмысль, Любушская земля, королевство Пруссия — 5 октября 1861 года, Варшава, Царство Польское, Российская империя) — польский римско-католический священнослужитель, вспомогательный епископ епархии Плоцка и титулярный епископ Гермополиса Великого (1842—1844), Апостольский администратор Варшавской архиепархии (1844—1857), Архиепископ-митрополит Варшавский (1857—1861).

## Биография
Шляхтич герба Слеповрон. После окончания духовной семинарии в Гнезно в 1801 году был рукоположен. исполнял обязанности духовника епархиального начальника Куяво-Влоцлавской епархии, соборного викария, настоятеля прихода Пржедечь и, в звании кафедрального прелата, в 1818 году назначен каноником епархии Влоцлавека, а потом — деканом кафедрального капитула. Затем с 1820 был возведен в епископы-суффраганы, был куратором плоцкого капитула.
В 1830 году принял участие в польском восстании. Был капелланом армии повстанцев.
27 января 1842 года назначен вспомогательным епископом епархии Плоцка и титулярным епископом Гермополиса Великого. 15 мая 1842 года состоялось рукоположение Антония Мельхиора Фиалковского в епископа.
В 1844 был приглашен был в Санкт-Петербург для участия в хиротонисовании епископа графа Лубенского и в том же году, по ходатайству варшавскаго капитула, назначен Апостольским администратором Варшавской архиепархии, с оставлением в должности декана плоцкого капитула. После двенадцатилетнего служения в этих должностях, 18 сентября 1856 года Римский папа Пий IX назначил Антония Мельхиора Фиалковского Архиепископом Варшавским.
Высочайшим указом императора от 11 ноября 1856 года был возведен в сан варшавского архиепископа-митрополита и вскоре избран в председатели варшавского благотворительного общества, в котором состоял до смерти.

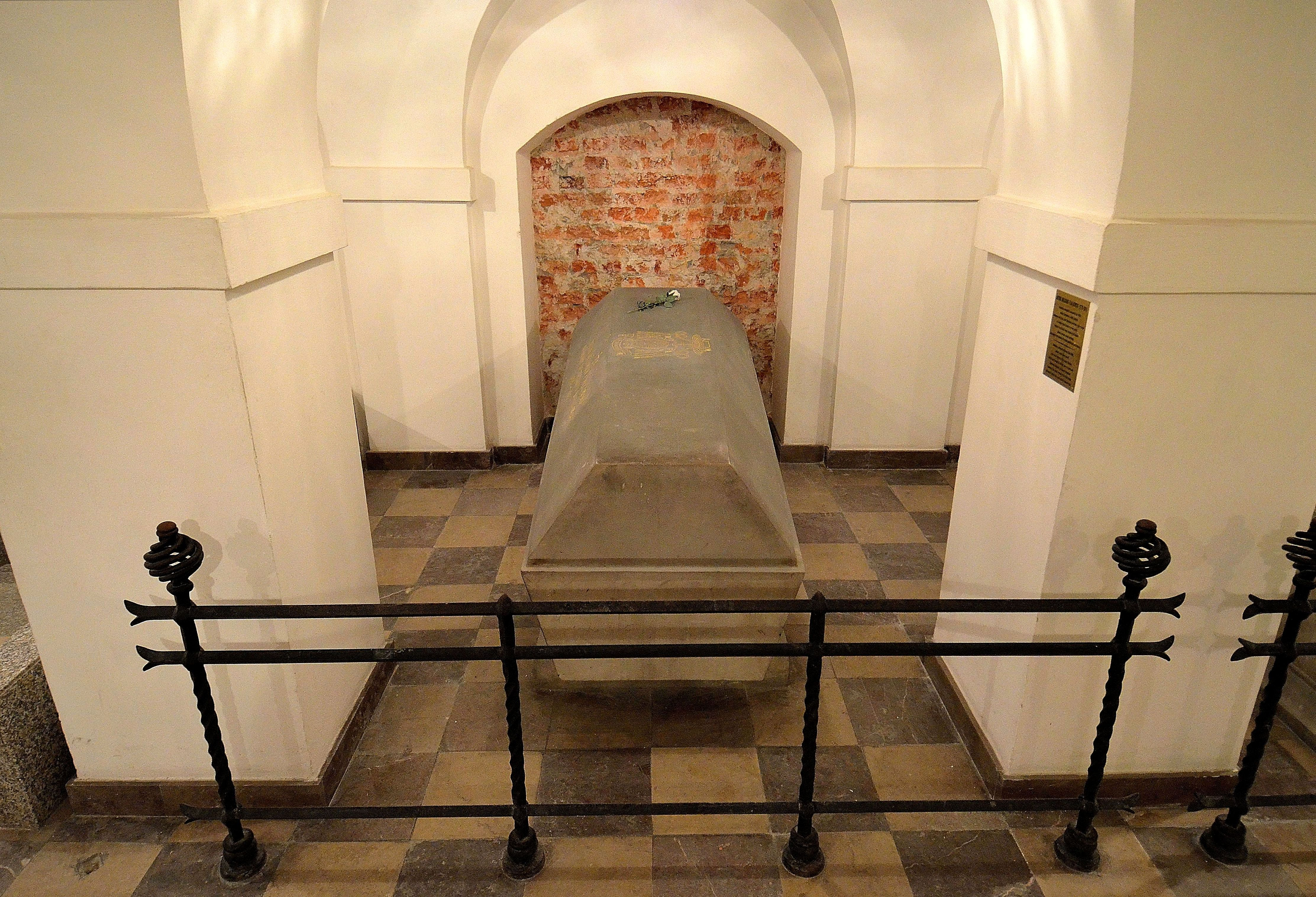
Саркофаг Антония Мельхиора Фиалковского в крипте соборе Святого Иоанна Крестителя, Варшава

Архиепископ Фиалковский служил в сложный для польского общества период нарастания политического напряжения, вылившегося в восстание 1863 года. На улицах польской столицы проходили демонстрации, которые разгонялись русскими войсками. Сотни людей во время их разгоны забегали с улиц в костелы, пели патриотические песни. Несмотря на неоднократные попытки давления со стороны российских властей, архиепископ ни разу не выступил против патриотических манифестаций в церквях, а после кровавого подавления демонстрации в Варшаве 27 февраля 1861 года, во время которой погибло пять человек и несколько было ранено, обратился с протестом к русскому военному губернатору и провēл похороны.
Глубокий поклонник веротерпимости, Архиепископ Фиалковский всякого иноверца почитал наравне с католиком, а своей добродетельной жизнью, доступностью и отзывчивостью на нужды других снискал всеобщую любовь населения Варшавы без различия звания и вероисповедания.
Как предстоятель Царства Польского считался лидером нации и символическим Интеррексом.
Скончался 5 октября 1861 года и был похоронен в крипте собора святого Иоанна Крестителя в Варшаве.